# Цикломедуза
Цикломедуза (лат. Cyclomedusa, от др.-греч. κύκλος «окружность» и μέδουσα «медуза») — вымерший род эдиакарской биоты. Представляла собой округлое тело с круглым центральным утолщением и пятью концентрическими гребнями (дисками) роста вокруг неё. Большинство особей малого размера, хотя известны находки до 20 см в диаметре. Концентрические образования не всегда точно круглые, особенно когда соседние особи мешают нормальному росту. Заметны радиальные линии, выходящие из центрального утолщения за пределы внешних дисков.
Цикломедузы были широко распространены в эдиакарии, где описаны несколько видов этих животных. Самые ранние находки сделаны в маянских отложениях (ранний неопротерозой Сибири, 1100—850 млн лет назад). Первоначально считалось, что организм представляет собой некоторое подобие обычной медузы, однако на некоторых образцах заметны отклонения от правильной формы, вызванные соседством других особей, свидетельствующие, что цикломедузы были бентосными животными. Отпечатки не обнаруживают мускулатуры, подобной мускулатуре современных медуз. На некоторых отпечатках заметна прикрепляющая часть, характерная для стеблевых организмов, подобных морским перьям.
Существуют предположения, что цикломедузы представляли собой колонии микроорганизмов. Д. Гражданкин сравнивал концентрические и радиальные структуры цикломедуз с аналогичными образованиями современных бактериальных колоний.
Отпечатки цикломедуз найдены в неопротерозойских отложениях в Эдиакаре (Австралия), Финнмарке (Норвегия), Чарнвуд-Форесте (Великобритания), Оленьке (Россия), северном Китае, Ньюфаундленде, северо-западной Канаде, Подолье (Украина), Урале (Россия), побережье Белого моря (Россия) и Соноре (Мексика). Эволюционные предшественники цикломедуз неизвестны.